# 드레스트 3세
드레스트 3세(Drest III)는 522년에서 530년 사이 픽트인의 왕이었다. 우우드로스트(Uudrost) 또는 우우드로시그(Uudrossig)의 아들이다.
《픽트 편년사》에서는 드레스트 3세와 드레스트 4세가 때로 공동으로, 때로 별개로 왕위에 있었으며, 그 재위기간 역시 짧으면 1년에서 길면 15년까지 제각각이다.

## 참고 자료
- Anderson, Alan Orr, Early Sources of Scottish History A.D 500–1286, volume 1. Reprinted with corrections. Paul Watkins, Stamford, 1990. ISBN 1-871615-03-8
- Pictish Chronicle